# Ferdinando Rebecchi
Ferdinando Rebecchi (Collecchio, 15 luglio 1897 – ...) è stato un calciatore italiano, di ruolo ala.

## Carriera
Dalla stagione 1919-1920 alla stagione 1925-1926 ha disputato 65 partite di campionato e realizzato 17 reti nel Parma. Nella stagione 1921-22 ha disputato la stagione con lo Spezia.

## Palmarès

### Club

#### Competizioni nazionali
- Seconda Divisione: 1

Parma: 1924-1925